# Château de la Garde (Salles-la-Source)
Pour les articles homonymes, voir Château de La Garde.
Le château de la Garde est un château situé à Salles-la-Source, en France.

## Localisation
Le château est situé sur la commune de Salles-la-Source, dans le département français de l'Aveyron.

## Historique
L'édifice est inscrit au titre des monuments historiques en 1976.
Il a appartenu successivement aux familles de Lagarde, Périer, Grammond, de Goudal, Lamic, Cayron, Cassan de Floyrac, puis à la famille de La Panouse, et enfin, à la famille Pradié.